# Staatsarchiv Neuenburg
Das Staatsarchiv Neuenburg, französisch Archives de l’État de Neuchâtel (AEN), offiziell Office des Archives de l’État de Neuchâtel, ist das Kantonsarchiv des Schweizer Kantons Neuenburg.

## Geschichte

### Aufbau des Archivs
Der Existenz des Archivs, die seit dem Ende des 14. Jahrhunderts belegt ist, reicht jedoch bis zu den Ursprüngen der Herrschaft Neuenburg zurück, da das älteste erhaltene Dokument aus dem Jahr 1143 stammt. Es handelt sich dabei um die Gründungsurkunde der Abtei Fontaine-André. Zunächst wurden die Archive der Grafen von Neuenburg im «Geheimnis der Kirche», d. h. in der Kollegiatkirche Neuenburg, aufbewahrt. Mitte des 15. Jahrhunderts wurde im nördlichen Teil des Schlosses eigens ein gewölbter Raum eingerichtet, in dem das Archiv untergebracht wurde. Die Bewachung dieser «Höhle» oder «Schatzkammer», wie dieser Raum damals genannt wurde, wurde in der Regel einem Mitglied des Staatsrats anvertraut. Um das Diebstahlrisiko zu verringern, wurde die Tür zur «Schatzkammer» ab dem 16. Jahrhundert mit drei Schlössern versehen, deren Schlüssel jeweils drei verschiedenen Personen ausgehändigt wurden.
1810 gründete Prinz Berthier die Stelle eines Archivars, der für den Schutz und die Aufwertung der im Schloss Neuchâtel aufbewahrten Dokumente zuständig war. Im Jahr 1848 ernannte die junge Republik Louis Colomb zum Kantonsarchivar. Im Jahr 1888 wurden durch eine erste Reihe von Umbauarbeiten dreieinhalb Kilometer Regale für die Archive im Schloss freigelegt. Es folgte eine massive Sammlung von Dokumenten aus dem ganzen Kanton und aus den Justizkanzleien.
1898 wurde durch ein Dekret des Grossen Rates die Dienststelle der AEN mit fünf bis sechs Mitarbeitern unter der Leitung von Arthur Piaget gegründet. Er leitete die AEN über dreissig Jahre lang und baute sie zu einem modernen Dienst auf, indem er insbesondere die Bestände, für die er zuständig war, durch eine sorgfältige Inventarisierung zugänglicher machte. Unter seiner Leitung wurden die Räumlichkeiten, in denen die AEN noch heute untergebracht ist, vergrössert und saniert. Darüber hinaus führte er 1905 einen Klassifizierungsplan für die Neuenburger Gemeinden ein, der zwischen den Archiven des Ancien Régime und denen der Republik (ab 1848) unterscheidet. Zahlreiche Gemeindearchive wurden bis in die 1920er Jahre nach diesem Modell klassifiziert. Ebenfalls unter der Leitung von Arthur Piaget wurden in den 1920er Jahren die heutigen Aufbewahrungsräume im ältesten Teil des Neuenburger Schlosses, dem sogenannten «Kristallpalast», eingerichtet.

### Listen der kantonalen Archivare und ihrer Stellvertreter
- 1850–1903: Louis Colomb als Kantonsarchivar, mit Max Diacon als Archivbeauftragtem

Im Jahr 1898 trat Arthur Piaget die Nachfolge von Max Diacon an, während Louis Colomb weiterhin als Kantonsarchivar tätig war.
- 1898–1935: Arthur Piaget[1]
- 1935–1948: Louis Thévenaz, mit Alfred Schnegg als stellvertretendem Archivar zwischen 1946 und 1950
- 1950–1977: Alfred Schnegg, mit Jean Courvoisier als stellvertretendem Archivar zwischen 1948 und 1977
- 1977–1987: Jean Courvoisier
- 1987–2004: Maurice de Tribolet, mit Jean-Marc Barrelet als Archivar, dann Alexandre Dafflon.
- 2004–2008: Alexandre Dafflon, stellvertretender Archivar Lionel Bartolini
- seit 2008: Lionel Bartolini, stellvertretende Archivarin Christine Rodeschini

## Auftrag und Tätigkeiten
Die Aufgabe der AENs besteht im Beitrag zur Transparenz und Nachvollziehbarkeit staatlicher Aktivitäten, in der Gewährleistung der Rechtssicherheit des Staates und der Bürger sowie im Aufbau des historischen Gedächtnisses der Neuenburger Gemeinschaft.
Zu diesem Zweck sammeln, klassifizieren, bewahren, vermitteln und erschliessen sie Dokumente, die aus der Tätigkeit des Staates hervorgegangen sind (öffentliche Archive), sowie private Dokumente von nationalem oder regionalem Interesse (Familien oder Persönlichkeiten, Unternehmen, Vereine, Kirchen), die die Geschichte des Kantons Neuenburg betreffen.
Die AEN bewahrt über zehn Laufkilometer (diese Zahl steigt ständig, wenn neue Archivbestände hinzukommen) an Dokumenten auf, die auf mehrere Standorte verteilt sind. Der Hauptstandort befindet sich im Schloss Neuchâtel. Die von der NEA aufbewahrten Archivbestände sind in der Liste der Schweizer Kulturgüter von nationaler Bedeutung aufgeführt.
Die AEN sammelt auch heute noch die neuesten Archive, die im Rahmen der staatlichen Tätigkeiten entstehen. Zu diesem Zweck betreuen und beraten die Mitarbeiter der AEN die Dienststellen der Kantonsverwaltung, die parastaatlichen Institutionen und die Gemeinden bei der Verwaltung ihrer Archive.
Die AENs sind eine öffentlich zugängliche Institution. Sie empfangen und orientieren jedes Jahr etwa tausend Leser, darunter viele Universitätsforscher, Genealogen und Mitarbeiter der Kantonsverwaltung.
Mit dem Ziel, die aufbewahrten Dokumente zur Geltung zu bringen, arbeitet die AEN im Rahmen von Ausstellungen oder Veröffentlichungen mit anderen Neuenburger und Schweizer Institutionen des Kulturerbes zusammen.
Die Rechtsgrundlagen der NEAs sind das Archivierungsgesetz des Kantons Neuenburg (LArch) vom 22. Februar 2011, das Ausführungsreglement zum Archivierungsgesetz vom 29. April 2013 und die Interkantonale Vereinbarung über den Datenschutz und die Öffentlichkeit in den Kantonen Jura und Neuenburg (CPDT-JUNE) vom 9. Mai 2012.

## Art der aufbewahrten Archivbestände und Einsichtnahme
Das Staatsarchiv besteht aus öffentlichen Archiven, Archiven privaten Ursprungs und Privatsammlungen. Die Inventare sind online über das Portail des archives neuchâteloises einsehbar. Die NEAs verfügen auch über eine Bibliothek, deren Katalog online über den RBNJ-Katalog zugänglich ist. Die Bibliothek deckt hauptsächlich folgende Themenbereiche ab: Neuenburger Geschichte und Gesetzgebung, Geschichte der mit Neuenburg verbundenen Länder oder Regionen, Hilfswissenschaften der Geschichte und Archivliteratur.
Auf Archivbestände können Fristen für die Einsichtnahme angewendet werden: 45 Jahre für Notariatsarchive (oder 85 Jahre, wenn sensible personenbezogene Daten vorliegen), 30 Jahre für andere Arten von Dokumenten (oder 85 Jahre, wenn sensible personenbezogene Daten vorliegen). Während der Schutzfristen ist die Einsichtnahme genehmigungspflichtig. Im Bereich des Zivilstandswesens sind die Register frei einsehbar für die Jahre vor 1900 für Geburten, 1930 für Eheschliessungen und 1960 für Todesfälle.

Beispiele für Personen und Institutionen, deren Bestände im Staatsarchiv Neuenburg aufbewahrt werden: 
- Louis Agassiz
- Louis-Alexandre Berthier
- Gabrielle Berthoud
- James Guillaume
- Elise Kiener
- Maximilien de Meuron

- Abbaye de Fontaine-André
- Edouard Dubied & Cie
- Fabrique-Neuve de Cortaillod
- Mauler & Cie SA
- Numa Droz

| Artikel                                              | Beschreibung | Ort                                                      | Geokoordinaten              | Bild |
| ---------------------------------------------------- | --- | -------------------------------------------------------- | --------------------------- | ---- |
| Adolphe Hirsch                                       | Schweizer Astronom, Universitätsprofessor und Geograf (1830–1901); Mitglied der Neuenburger naturforschenden Gesellschaft |                                                          |                             |      |
| Alfred Schnegg                                       | Archivar und Historiker                                                                                                   |                                                          |                             |      |
| Bôle                                                 | localité et ancienne commune neuchâteloise                                                                                | canton de Neuchâtel Milvignes                            | 46° 58′ 00″ N, 6° 51′ 00″ E |      |
| Cressier                                             | localité et commune neuchâteloise                                                                                         | district de Neuchâtel canton de Neuchâtel                | 47° 03′ 03″ N, 7° 02′ 08″ E |      |
| Dictionnaire historique et biographique de la Suisse | encyclopédie de Suisse |                                                          |                             |      |
| Edouard Béguelin                                     | professeur d’université suisse                                                                                            |                                                          |                             |      |
| Edouard Dubied et Cie                                | entreprise suisse de machines à tricoter                                                                                  |                                                          |                             |      |
| Elise Kiener                                         | institutrice et missionnaire suisse                                                                                       |                                                          |                             |      |
| Fabrique-Neuve de Cortaillod                         | entreprise de fabrication de toiles peintes                                                                               |                                                          |                             |      |
| Fritz Courvoisier                                    | horloger et révolutionnaire neuchâtelois                                                                                  |                                                          |                             |      |
| Gabrielle Berthoud                                   | historienne suisse |                                                          |                             |      |
| Grand Conseil du Canton de Neuchâtel                 | parlement cantonal de Neuchâtel                                                                                           |                                                          |                             |      |
| James Guillaume                                      | anarchiste, propagandiste et historien suisse                                                                             |                                                          |                             |      |
| Jeanne Descombes                                     | photographe, éditrice de cartes postales et poétesse neuchâteloise                                                        |                                                          |                             |      |
| Louis Agassiz                                        | zoologiste, ichtyologiste et géologue américain d’origine suisse                                                          |                                                          |                             |      |
| Louis-Alexandre Berthier                             | général français |                                                          |                             |      |
| Marie-Frédéric Dubois de Montpéreux                  | professeur d’université suisse                                                                                            |                                                          |                             |      |
| Mauler &amp; Cie SA                                  | entreprise vinicole à Môtiers (NE)                                                                                        |                                                          |                             |      |
| Maurice Aubert                                       | géologue français |                                                          |                             |      |
| Maximilien de Meuron                                 | peintre suisse |                                                          |                             |      |
| Numa Droz                                            | politicien suisse |                                                          |                             |      |
| Pierre Jean Édouard Desor                            | zoologiste, géologue, préhistorien et alpiniste suisse d’origine française (1811–1882)                                    |                                                          |                             |      |
| René-Alfred-Henri Wolfrath                           | imprimeur et éditeur neuchâtelois                                                                                         |                                                          |                             |      |
| Saint-Blaise                                         | localité et commune neuchâteloise                                                                                         | canton de Neuchâtel district de Neuchâtel                | 47° 00′ 47″ N, 6° 59′ 11″ E |      |
| Vaumarcus                                            | localité et ancienne commune neuchâteloise                                                                                | canton de Neuchâtel district de Boudry La Grande Béroche | 46° 53′ 00″ N, 6° 45′ 00″ E |      |
| abbaye de Fontaine-André                             | communauté religieuse à Neuchâtel en Suisse                                                                               | Neuchâtel canton de Neuchâtel                            | 47° 00′ 37″ N, 6° 57′ 23″ E |      |
| canton de Neuchâtel                                  | canton de la Suisse | Suisse                                                   | 46° 59′ 00″ N, 6° 47′ 00″ E |      |
| famille d’Estavayer                                  | famille noble autour du lac de Neuchâtel                                                                                  |                                                          |                             |      |
| Émile Argand                                         | géologue suisse |                                                          |                             |      |